# Pastos Bons (kommun)
Pastos Bons är en kommun i Brasilien.   Den ligger i delstaten Maranhão, i den östra delen av landet, 1 100 km norr om huvudstaden Brasília. Antalet invånare är 18 079.
Följande samhällen finns i Pastos Bons:
- Raposa
- Pastos Bons

Omgivningarna runt Pastos Bons är huvudsakligen savann. Runt Pastos Bons är det mycket glesbefolkat, med 3 invånare per kvadratkilometer.